# Густав Веттерстрем
Густав Веттерстрем (швед. Gustav Wetterström, нар. 15 жовтня 1911 — пом. 16 листопада 1991) — шведський футболіст, що грав на позиції нападника.

## Клубна кар'єра
У дорослому футболі дебютував 1931 року виступами за команду клубу «Слейпнер», в якій провів сім сезонів.
Помер 16 листопада 1991 року на 81-му році життя.

## Виступи за збірну
1934 року дебютував в офіційних матчах у складі національної збірної Швеції. Протягом кар'єри у національній команді, яка тривала 5 років, провів у формі головної команди країни лише 7 матчів, забивши 7 голів.
У складі збірної був учасником чемпіонату світу 1938 року у Франції.